# Хофтейзер, Якоб
Якоб Хофтейзер (нидерл. Jacob Hoftijzer; 11 января 1926, Дордрехт — 8 ноября 2011, Лейден) — нидерландский филолог.
В 1956 г. защитил в Лейденском университете докторскую диссертацию по библеистике «Обещания трём праотцам» (нем. Die Verheissungen an die drei Erzväter), анализирующую содержание и смысл обещаний ветхозаветного Бога Аврааму, Исааку и Иакову и вышедшую в том же году отдельным изданием. В 1973—1991 гг. заведовал в Лейденском университете кафедрой древнееврейского языка и литературы, древней истории Израиля и угаритского языка. Среди основных трудов — «Словарь западносемитских надписей» (фр. Dictionnaire des Inscriptions Sémitiques de L'Ouest; 1965), завершённый Хофтейзером после смерти начавшего работу над ним Ш. Ф. Жана. Опубликовал ряд собственно лингвистических статей, после 1967 г. много занимался исследованиями надписи из Дейр-Алла.
В связи с выходом Хофтейзера на пенсию в 1991 году был издан фестшрифт «Исследования по древнееврейскому и арамейскому синтаксису» (англ. Studies in Hebrew and Aramaic Syntax).